# Confit de fleurs

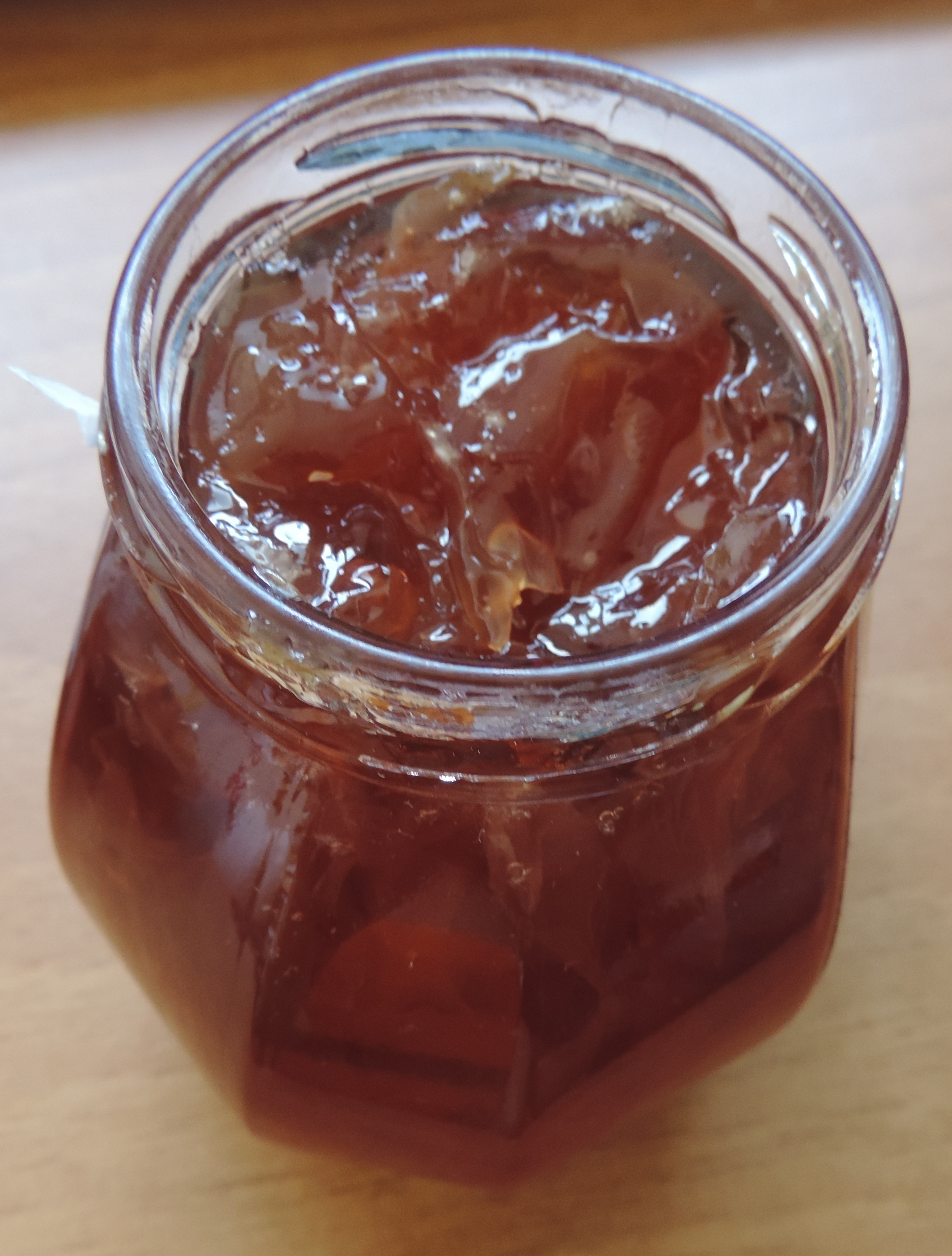

Les confits de fleurs sont le nom donné aux confitures, ou gelées de fleurs, quand ces derniers termes sont réservés aux fruits par la législation.
Ils sont fabriqués de la même manière avec du sucre, du jus de citron et de la pectine.
Les parfums sont infinis : bourgeon de pin, bruyère, genêt, gentiane, reine des prés, thé d'Aubrac, et les plus connus, rose ou lavande.
Ils se consomment en tartine sur du pain, ou avec des crêpes, gaufres, ou dans la cuisine selon l'imagination des chefs : confit de thé d'Aubrac avec du roquefort, confit de pétales de roses avec du foie gras.